# Thomas Plumtree
Thomas Plumtree (Lincolnshire, siglo XVI-Durham, 4 de enero de 1570) fue un prebítero católico y educador inglés, quien se opuso a la ola protestante de la reina Isabel I, durante el levantamiento en el Norte del país. Es considerado mártir de la Iglesia Católica y fue beatificado por el Papa León XIII en 1886. Su fiesta litúrgica se conmemora el 4 de enero.

## Hagiografía
Al parecer Thomas Plumtree nació en Lincolnshire, Inglaterra, en algún momento del siglo XVI.
Se educó en el prestigioso Corpus Christi College de Oxford, donde se graduó en 1546. Llegó a ser rector en Stubton y luego fue maestro en una escuela en Lincoln, en su ciudad natal.

### Reformas anticatólicas y rebelión contra la corona
En 1559, menos de un año después de que Isabel I llegara a ser coronada reina de Inglaterra, la reina restauró el protestantismo por medio de la Ley de Supremacía de 1559, ya que el catolicismo se había vuelto oficial a la muerte de su padre Enrique VIII, cuando la corona estaba en manos de su hermana María I.
Ese panorama obligó a Thomas a renunciar a su cargo en Lincoln y se unió a la resistencia católica en el país. Se convirtió en capellán de los insurgentes liderados por los nobles Thomas Percy, conde de Northumberland; y Charles Neville, conde de Westmoreland, en lo que se conoció como la rebelión de los dos condes. Entre sus objetivos estaba la destitución de Isabel y en su lugar entronizar a María de Escocia como reina católica en Inglaterra.
Para desafiar a las autoridades protestantes, Thomas celebró una misa católica en la Catedral de Durham, el 4 de diciembre de 1569, que según la tradición católica, propició varias conversiones de protestantes.

### Arresto y muerte
Las tropas de la reina Isabel tomaron Durham a medidados de 1569, y los conspiradores, viéndose imposibilitados de hacer frente en armas huyeron, pero fueron arrestados y enviados al castillo de Durham. 
Plumtree fue condenado a muerte y se le sentenció a morir en la horca. Pese a que se intentó que apostatara para salvarse de la sanción, Plumtree se mantuvo firme a su fe y finalmente fue ahorcado en el mercado público de Durham, el 4 de enero de 1570.